# Das Veilchen
Das Veilchen (Duits voor Het viooltje) is een door Wolfgang Amadeus Mozart gecomponeerd lied naar het gelijknamige gedicht van Johann Wolfgang von Goethe.

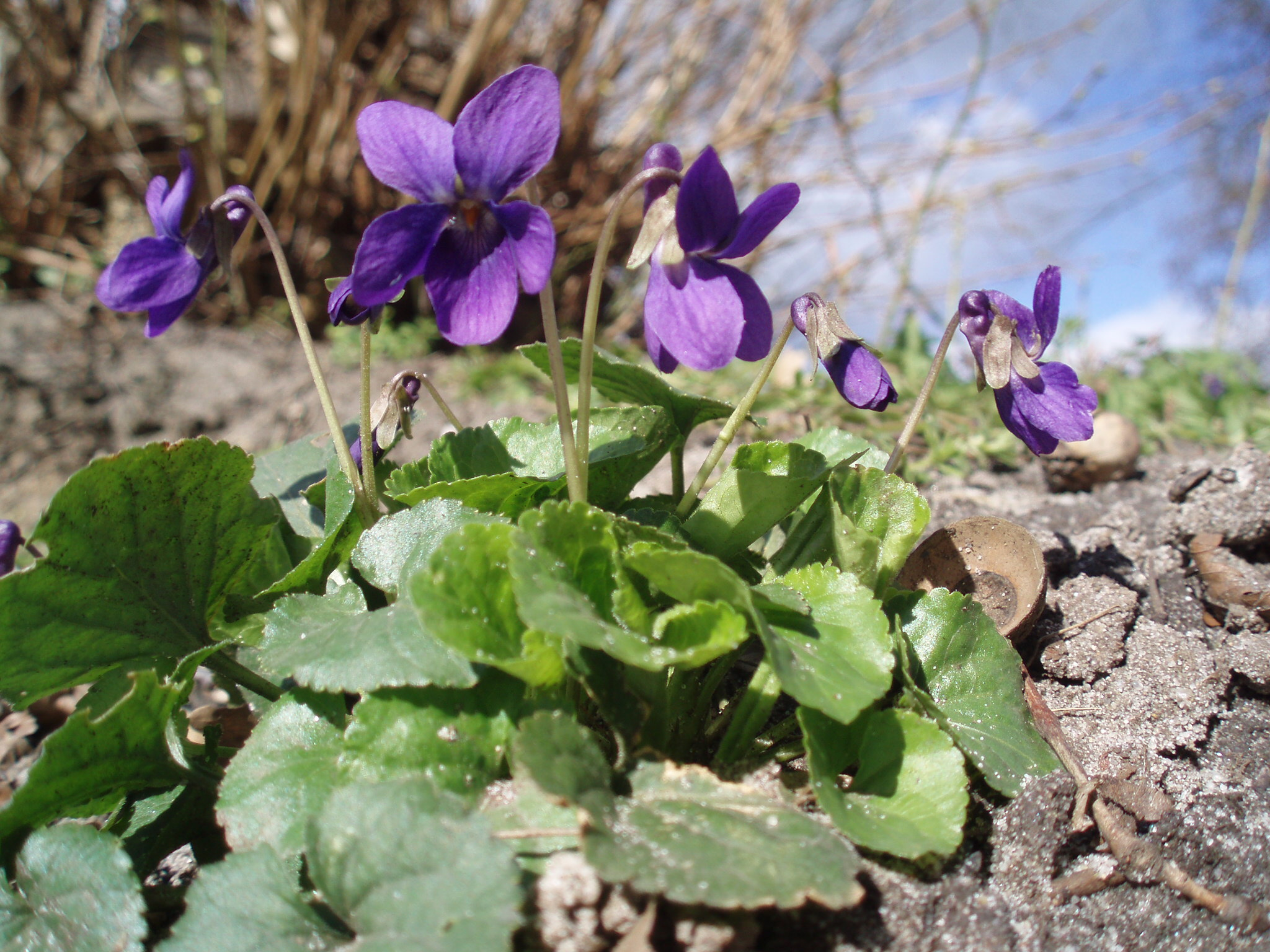
Viola odorata of Maartsviooltje

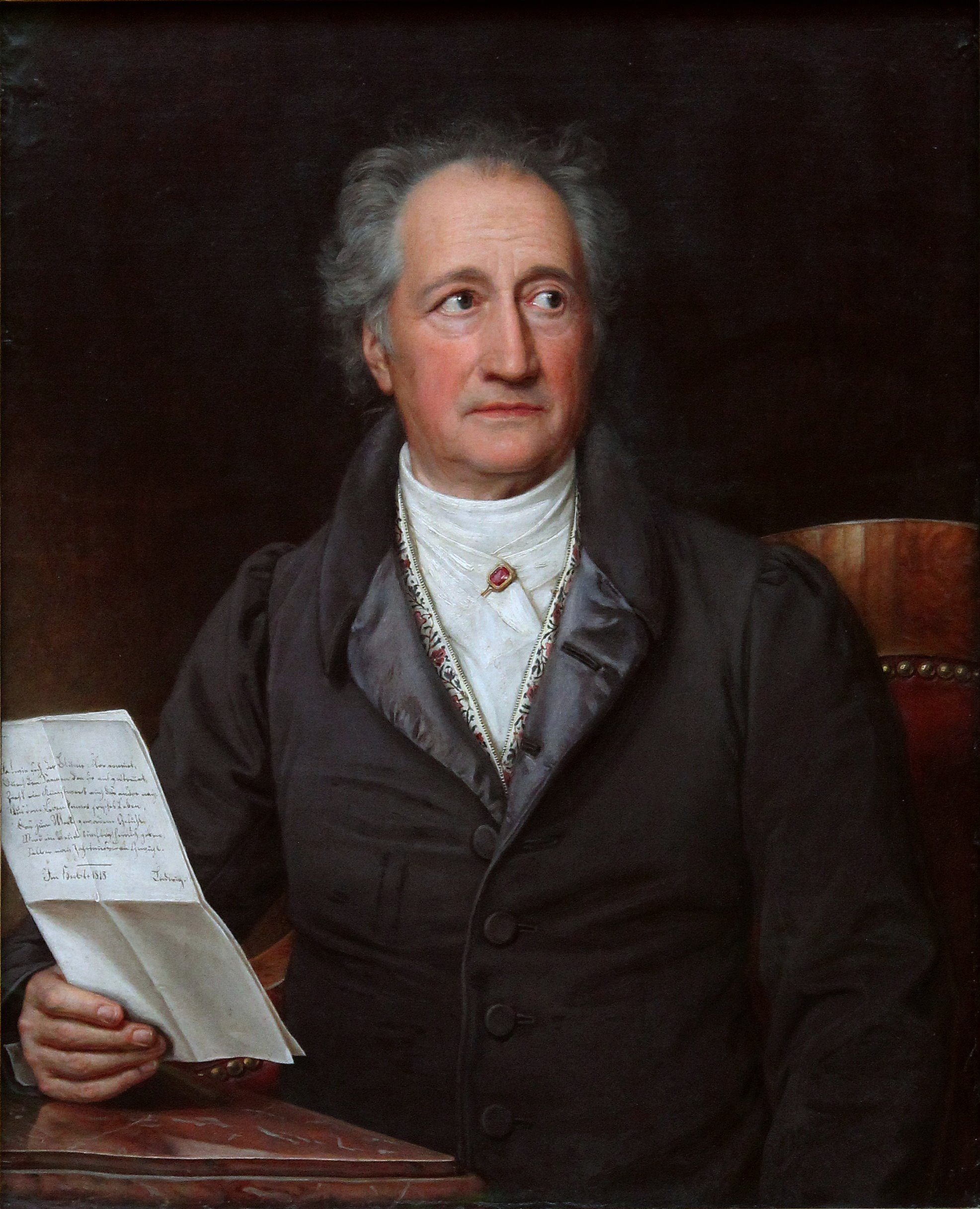
Goethe (Stieler 1828)

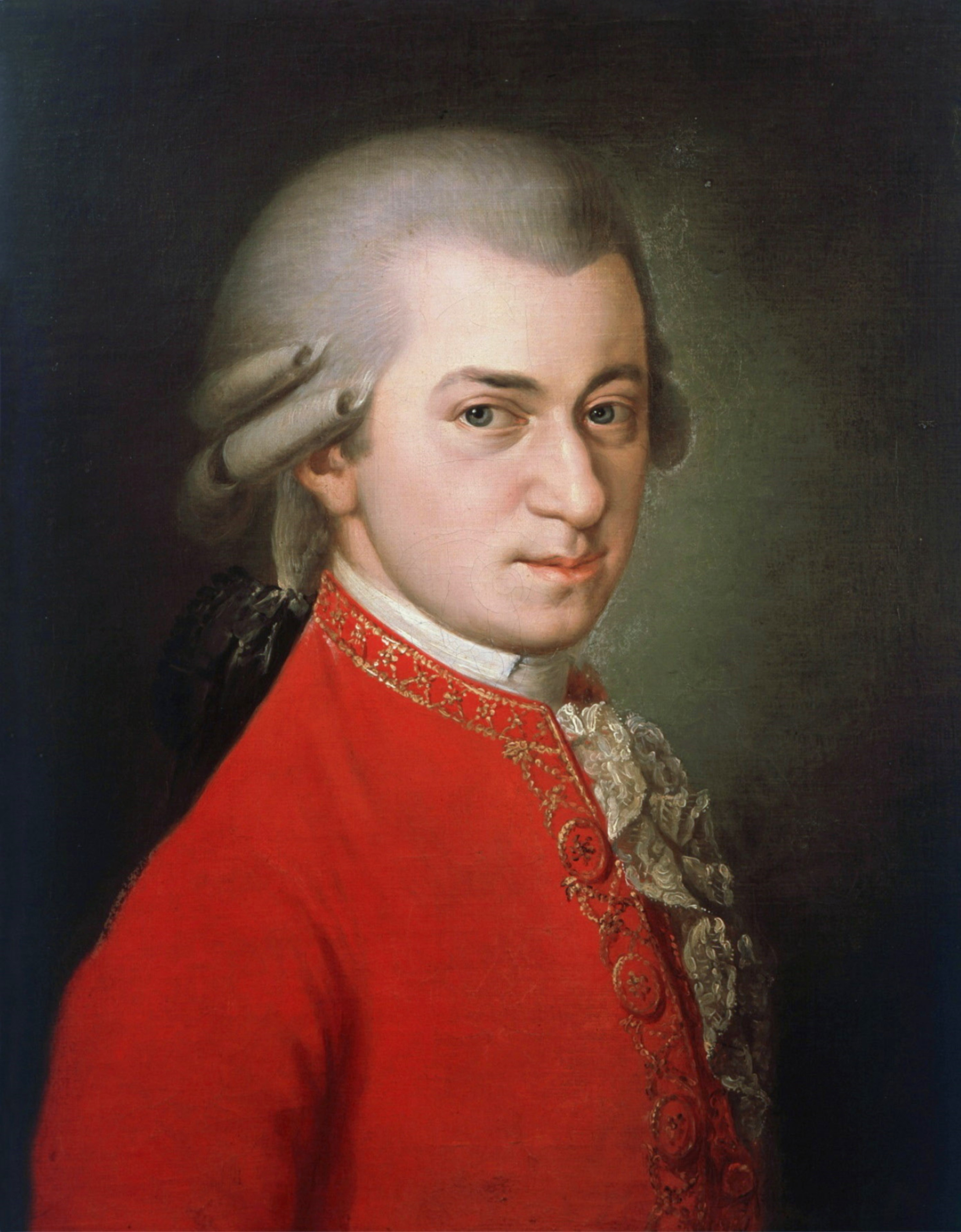
Wolfgang Amadeus Mozart

## Gedicht
Goethe schreef Das Veilchen in 1773-74. Het werd voor het eerst gepubliceerd in 1775. De ballade was een onderdeel van zijn libretto voor het Singspiel Erwin und Elmire, opgevoerd te Sachsen-Weimar, naar de ballade Angelica and Edwin van Oliver Goldsmith uit 1764. Aangenomen wordt dat hij geïnspireerd was door de parallel met zijn eigen liefdesrelatie met de bankiersdochter Lili Schönemann, die uiteindelijk voor een andere huwelijkskandidaat koos.
Goethe schreef al in 1774 het gedicht Heidenröslein, een verzinnebeelding van een liefdesrelatie waarin de man de gewelddadige actor is: hij breekt een roos af. In Veilchen is het nu de vrouw die een mannenhart kwetst: een herderin vertrapt een viooltje. In zijn verbeelding kan een rol gespeeld hebben dat in de Germaanse mythologie het maarts viooltje groeit op een plaats waar de lentegodin in het voorjaar met haar voet de aarde aanraakt.

## Muziek
Mozarts lied stamt uit 1785 en is zijn enige compositie naar een gedicht van Goethe. Waarschijnlijk stuitte hij op het gedicht door een toonzetting van een andere componist. De compositie is bedrieglijk eenvoudig als van een volksliedje, maar hij voegt zijdelings verschillende motieven toe en last dramatische pauzes in, waardoor zijn lied als het ware een miniatuur liefdesscène uit een opera wordt, een voorafschaduwing van een richting in de liedkunst van een toekomstige generatie componisten.
Mozart voegde een laatste regel toe (“Das arme Veilchen! Es war ein herziges Veilchen.”), waarmee hij het vers het karakter van een vertelling gaf. Mozart gebruikte niet de strofische vorm, dus voor elk van de drie strofen eenzelfde compositie, maar koos een doorgecomponeerde versie met verschillende stemming voor elk van de drie delen van het gedicht. Hij besluit met een coda van vijf maten, waarin hij de openingsregel herhaalt. Het lied telt vijfenzestig maten en staat in G-groot. Het stuk begint met een inleiding van zes maten door de piano. De opkomst van de herderin wordt gemarkeerd door modulatie naar D-groot, gevolgd door een segment van vier maten dat de opgewekte stemming van de herderin weergeeft. Er volgt een pauze welke de stemmingsomslag naar de tweede strofe voorafgaat, een verandering van toonsoort naar G-klein om het verlangen van het viooltje te illustreren. Volgt een modulatie naar B-bes in het laatste deel van het couplet, wanneer het viooltje de hoop uitdrukt om bemind te worden, maar eindigt in een vallende phrygische klaagzang. De vertelling in het derde couplet is een recitativo accompagnato in E-groot culminerend in het vertrappen van het viooltje, wat benadrukt wordt door een pauze van zowel stem als piano. De stervende bloem wordt uitgedrukt door een chromatisch neerwaartse lijn, alvorens te moduleren naar G-groot om de verandering van pijn naar opgetogenheid weer te geven: sterven onder de voet van de geliefde. Dan voegt Mozart de twee eigen frasen toe als coda, recitatief, waarin de zang het ritme en de melodie van gesproken taal nabootst: het is verhalend zingen, declamatorische zang, in ongebonden tijd met slechts twee noten. Volgt een lange pauze en sluit het lied af a tempo met herhaling van de derde regel uit de eerste strofe: “es war ein herziges Veilchen”.
Veel andere componisten hebben Goethes gedicht op muziek gezet, waaronder Clara Schumann in 1853, die schuins naar Mozarts compositie moet hebben gekeken.

## Tekst
| Das Veilchen Ein Veilchen auf der Wiese stand, gebückt in sich und unbekannt; es war ein herzigs Veilchen. Da kam ein' junge Schäferin mit leichtem Schritt und munterm Sinn daher, daher, die Wiese her und sang. Ach! denkt das Veilchen, wär' ich nur die schönste Blume der Natur, ach, nur ein kleines Weilchen, bis mich das Liebchen abgepflückt und an dem Busen matt gedrückt, ach, nur, ach nur ein Viertelstündchen lang! Ach, aber ach! Das Mädchen kam und nicht in acht das Veilchen nahm, ertrat das arme Veilchen. Es sank und starb, und freut' sich noch: und sterb' ich denn, so sterb' ich doch durch sie, durch sie, zu ihren Füßen doch! Mozart voegde hieraan toe: Das arme Veilchen! es war ein herzigs Veilchen. | Het viooltje een viooltje op de weidegrond, waar geen van wist dat het bestond, Het was een lief klein viooltje. Daar kwam een jonge herderin met lichte tred en goede zin er aan, er aan, en zong een lied in ’t gaan. Al was ik maar hooguit een uur de mooiste bloem in de natuur, verzucht het kleine viooltje, tot ik door ’t liefje wordt geplukt en aan haar boezem wordt gedrukt, ach, slechts, ach, slechts een klein kwartiertje lang! O wee! Het meisje kwam eraan en zag het viooltje daar niet staan, vertrapte het arme viooltje. Het knakte en stierf, en dacht blij nog: al sterf ik dan, dan sterf ik toch door haar, door haar, door ‘n lieve voet van haar! Het arme viooltje! Het was een lief klein viooltje. Vertaling August Agasi, 2022 |